# Alucita decaryella
Alucita decaryella là một loài bướm đêm thuộc họ Alucitidae. Loài này có ở Madagascar.